# 博拉特·努尔加利耶夫
博拉特·卡布杜勒卡米图伊·努爾加利耶夫（1952年—），或译波拉提·努爾哈力耶夫，哈萨克斯坦外交家，上海合作组织第三任秘书长（2007年1月1日 - 2010年1月1日）。

## 生平
努曾作為前蘇聯外交官在駐巴基斯坦使館和駐印度使館工作。蘇聯解體后，他回到了自己的故鄉——哈薩克斯坦共和國，在哈薩克斯坦外交部工作，當初主要負責國際安全的問題，后來他調到外交部的國際安全和軍控司工作，1994年到1995年擔任外交部副部長的職務，负责處理与亞洲和歐洲國家的外交關係，同時還負責國際安全方面的工作。
自1996年始，他作為外交官常駐國外，先后出任哈薩克斯坦駐美國大使、駐韓國大使、駐日本大使等职。2006年6月15日，在上海合作组织2006年上海峰会上被任命為上海合作組織秘書長，2007年1月1日正式上任。